# Gina Prince-Bythewood
Gina Prince-Bythewood, de son vrai nom Gina Maria Prince, est une productrice, réalisatrice et scénariste américaine née le 10 juin 1969 aux États-Unis.

## Biographie
Mariée depuis mai 1998 avec le réalisateur et scénariste Reggie Rock Bythewood, elle est la mère de deux enfants.

## Filmographie

### comme productrice
- 1995 : Courthouse (en) (série télévisée)
- 1998 : Felicity (série télévisée)
- 2003 : Biker Boyz
- 2007 : Reflections (TV)
- 2007 : Daddy's Girl (TV)
- 2025 : The Old Guard 2 de Victoria Mahoney

### comme réalisatrice
- 1991 : Stitches
- 1997 : Damn Whitey
- 1997 : Bowl of Pork
- 1997 : Progress
- 2000 : Love and Basketball
- 2000 : Act of Love (Disappearing Acts) (TV)
- 2007 : Reflections (TV)
- 2008 : Le Secret de Lily Owens (The Secret Life of Bees)
- 2020 : The Old Guard
- 2022 : The Woman King
- 2027 : Children of Bood and Bone

### comme scénariste
- 1992 : Campus Show (A Different World) (série télévisée)
- 1994 : South Central (série télévisée)
- 1994 : La Loi de la Nouvelle-Orléans (Sweet Justice) (série télévisée)
- 1995 : CBS Schoolbreak Special (série télévisée)
- 1995 : Courthouse (série télévisée)
- 1999 : Felicity (série télévisée)
- 2000 : Love and Basketball
- 2008 : Le Secret de Lily Owens (The Secret Life of Bees)
- 2013 : Beyond the Lights
- 2027 : Children of Bood and Bone